# Bad Rodach
Bad Rodach este un oraș din districtul Coburg, regiunea administrativă Franconia Superioară, landul Bavaria, Germania.

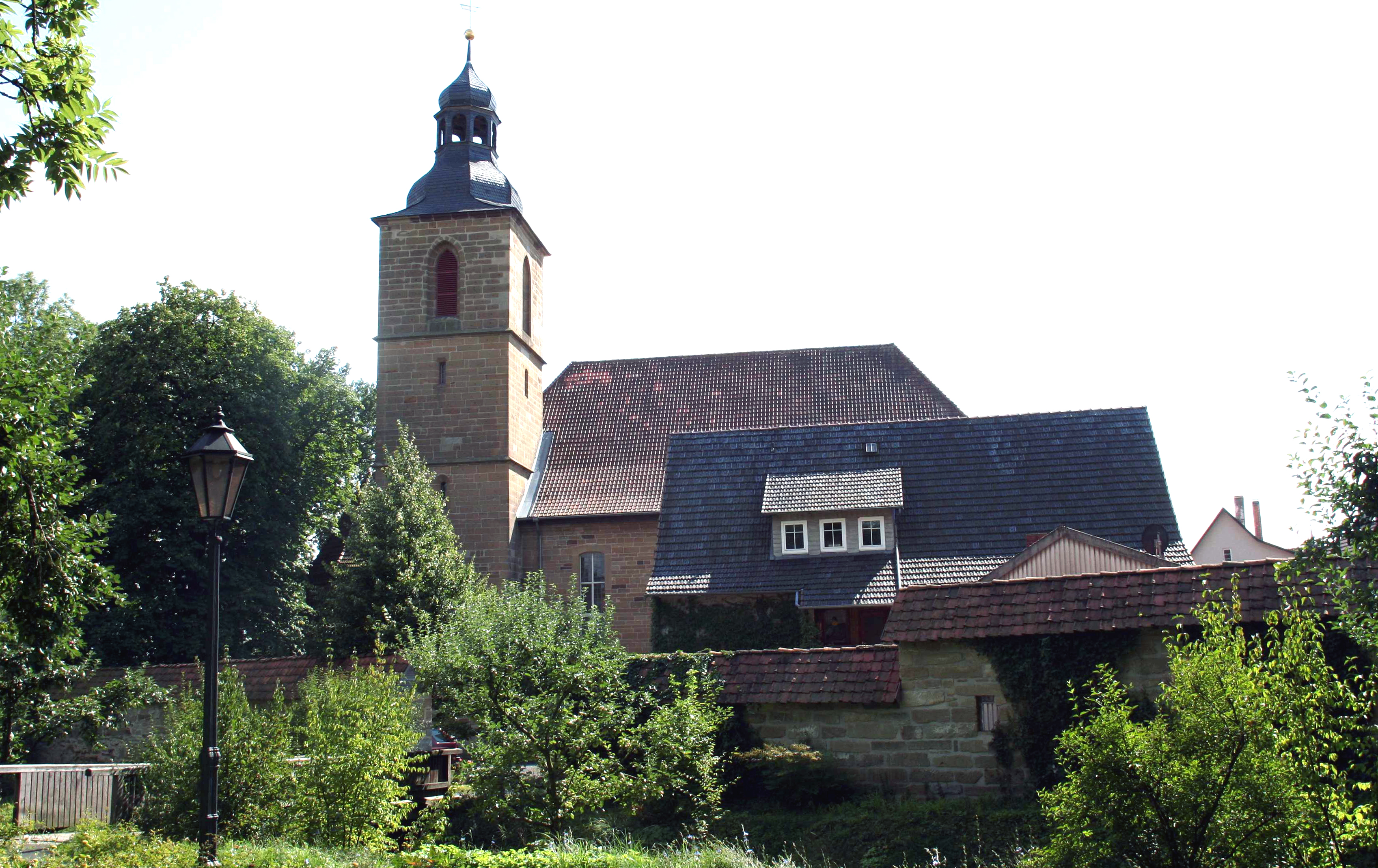
Bad Rodach
(Biserica Stadtkirche)